# Карийская тропа
Карийская тропа (тур. Karia Yolu) — протяжённый пешеходный маршрут на юго-западе Турции, около 800 км длиной на территории современных провинций Мугла и Айдын.
Тропа носит своё название в честь древней Карии, от которой она унаследовала древние руины, мощёные камнем караванные дороги и мульи тропы, соединяющие деревни от побережья до гористой внутренней части. Сосновые леса скрывают горные склоны с оливковыми террасами и миндалём — важная составляющая экономики региона.
Неполный сисок населённых пунктов на тропе: Ичмелер, Бозбурун, Хисарйоню, Датча, Акьяка, Мугла, Бодрум, Милас, Карпузлу, Турунч.

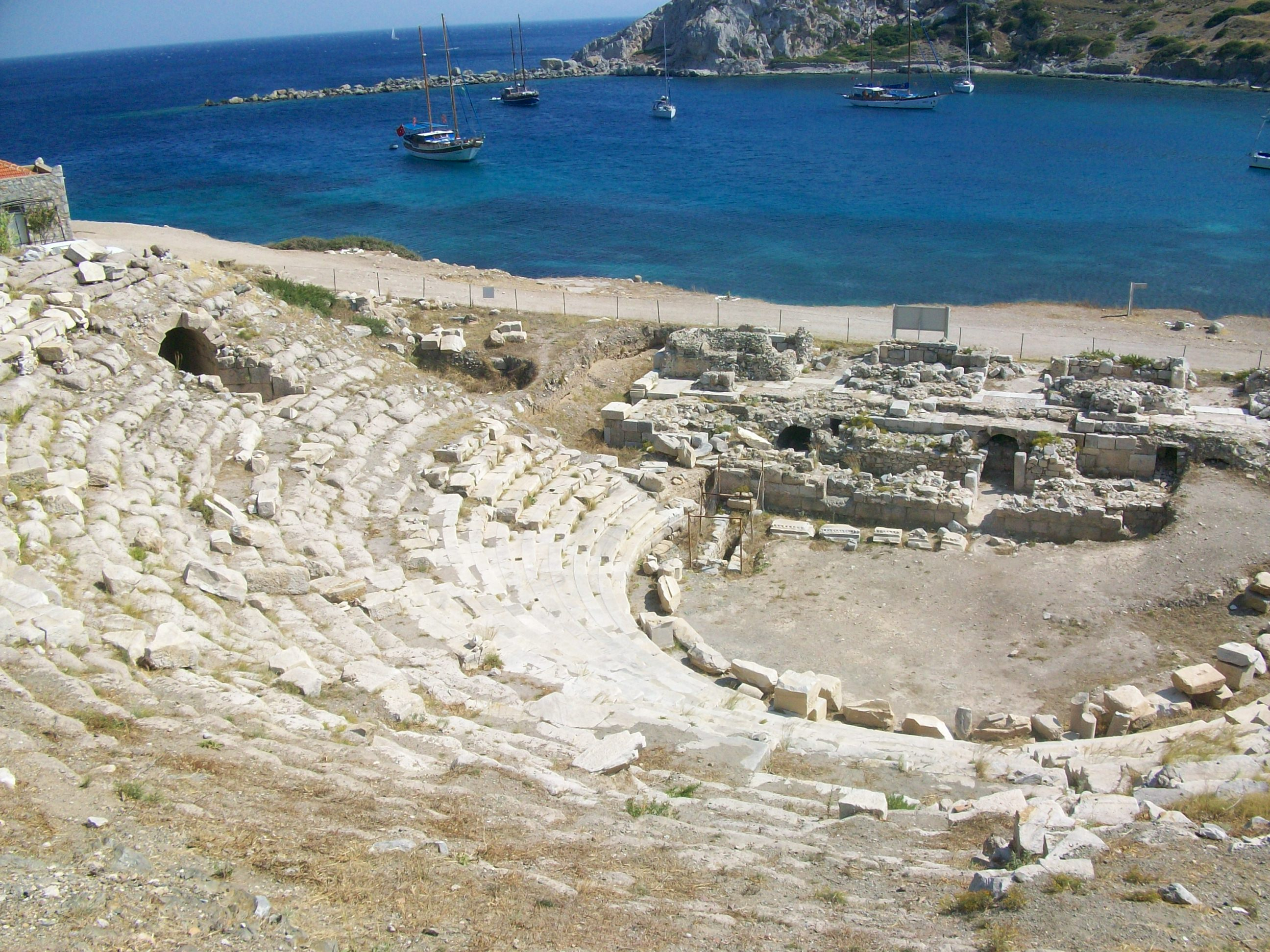
Античный театр в Книде